# Microvision
Microvision foi o primeiro console portátil que possibilitava utilizar cartuchos com jogos diferentes. Foi lançado pela Milton Bradley Company em 1979, projetado por Jay Smith, que mais tarde também inventaria o Vectrex.

## Problemas

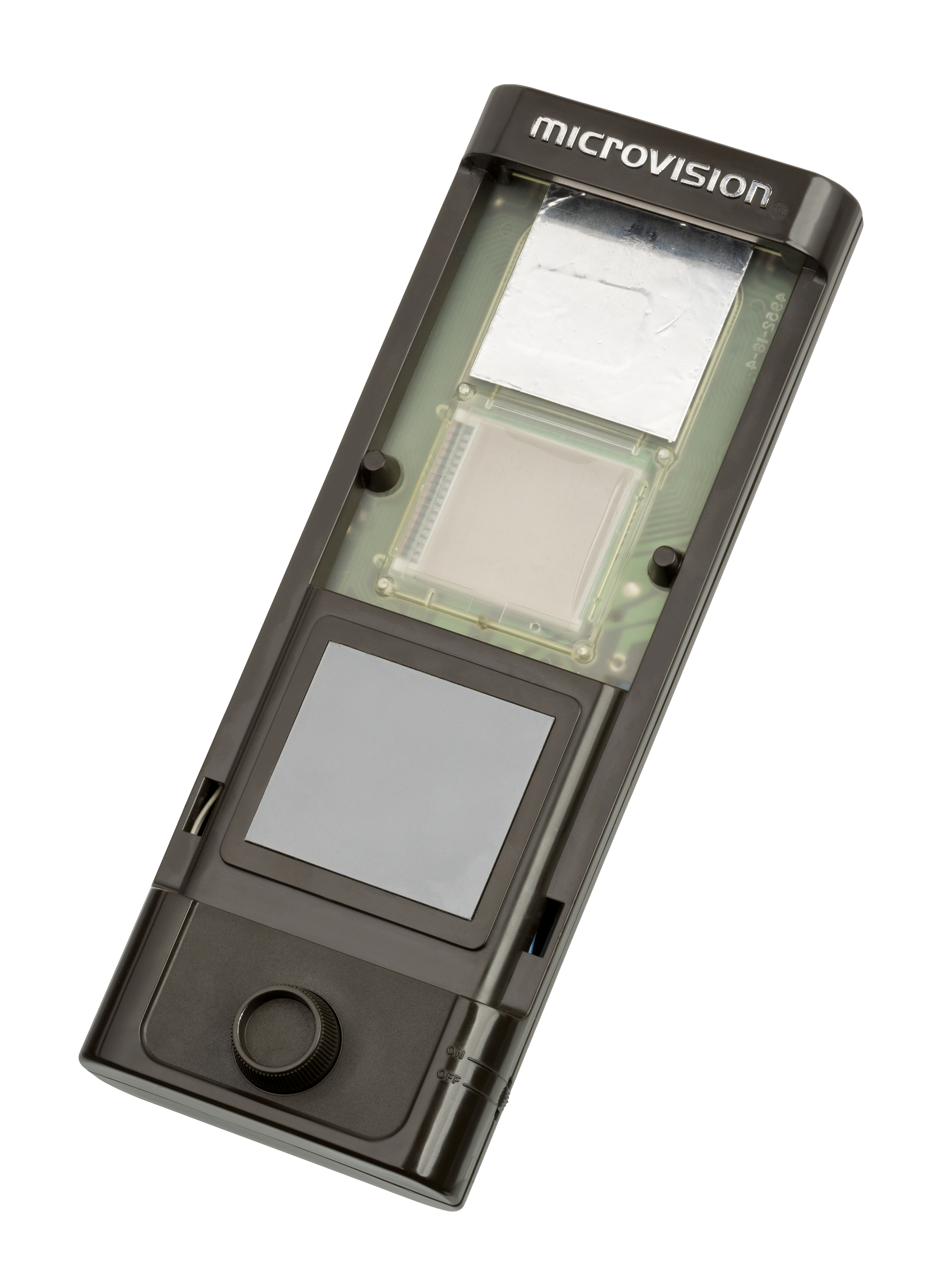
Microvision sem cartucho acoplado.

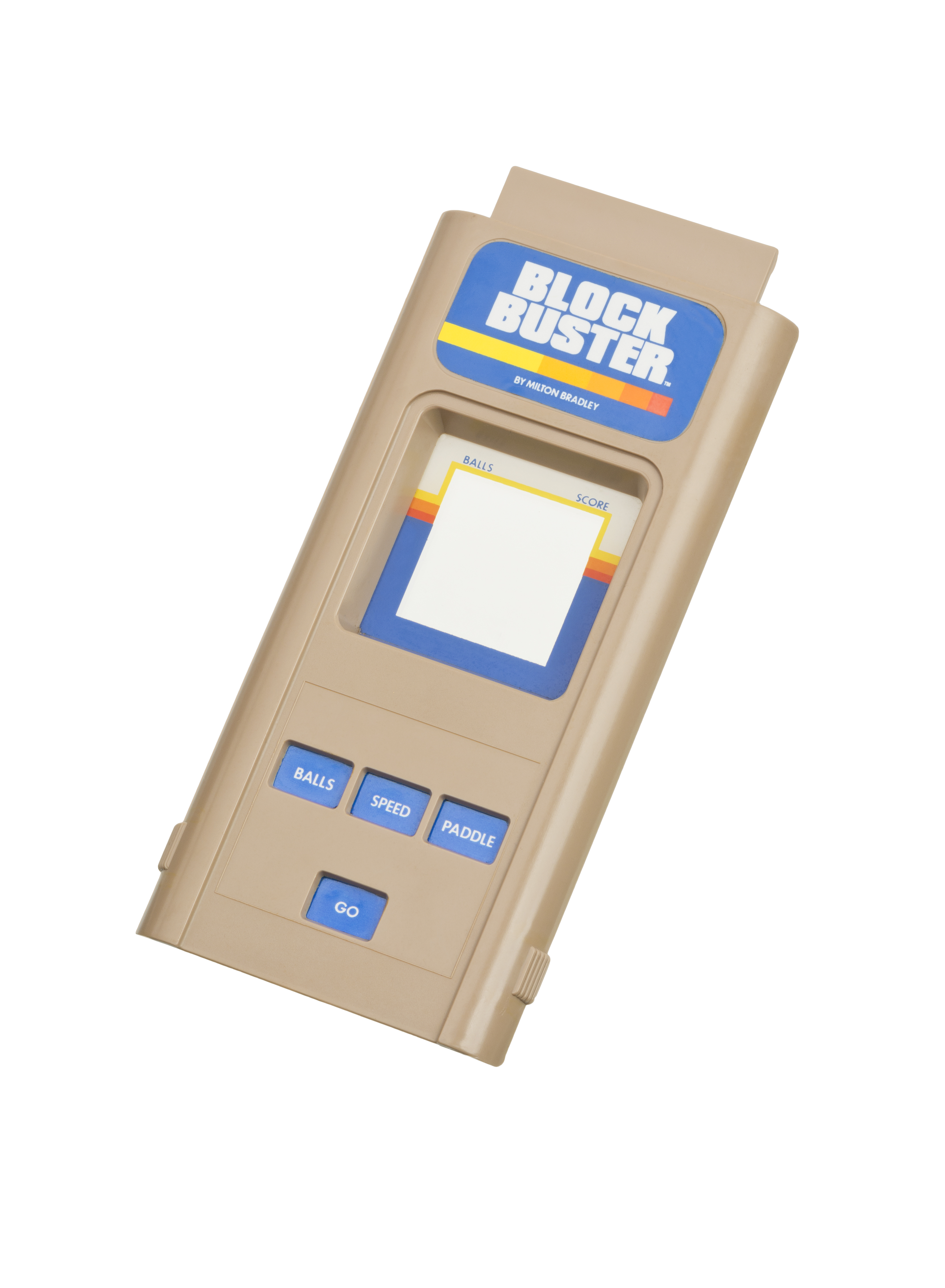
Cartucho do Microvision.

Unidades do Microvision e cartuchos são muito raros. Aqueles que ainda existem são suscetíveis a três problemas principais: "aquecimento da tela", descarga eletrostática, dano e destruição do teclado.

### Aquecimento da tela
O processo de fabricação utilizado para criar o LCD do Microvision era primitivo se comparado com os padrões atuais. A má vedação e impurezas introduzidas durante a fabricação resultou na condição conhecida como 'aquecimento da tela'. O cristal líquido apresentava vazamento espontâneo e a tela escurece permanentemente, resultando em uma unidade de console que ainda possibilita jogar, mas é incapaz de "desenhar" a tela. Enquanto o calor extremo (como resultado de deixar o aparelho ao sol) pode destruir instantaneamente a tela, não há nada que pode ser feito para evitar o aquecimento da tela na maioria dos Microvisions.

### Descarga eletrostática
Um grande problema no projeto envolve o fato de que o microprocessador (que fica dentro da parte superior de cada cartucho) carece da proteção da descarga eletrostática e está diretamente ligado aos pinos de cobre que normalmente conectam o cartucho para o console. Se o usuário abre a porta de proteção, que abrange os pinos, o processador pode ser exposto a qualquer carga elétrica que o usuário tenha acumulado. Se o usuário tenha construído a um custo substancial, a quitação pode saltar em torno da borda da porta ou passar através da porta em si (repartição dielétrica). A baixa tensão do circuito integrado dentro do cartucho é extremamente sensíveis a descargas eletrostáticas, e pode ser destruído por um evento de apenas uma dúzia de volts que não pode mesmo ser sentida pela pessoa, proporcionando um choque fatal para a unidade de jogo. Esse fenômeno foi descrito em detalhe por John Elder Robison (um ex-engenheiro de Milton Bradley), em seu livro Look Me in the Eye (Olhe em meus olhos).

### Destruição do teclado
Em vez de ter botões em um controlador separado, a unidade de Microvision tinha um teclado de doze botões, com os interruptores enterrados uma espessa camada de plástico flexível. Para alinhar os dedos do usuário com os botões ocultos, os cartuchos tinham entalhes na parte inferior (sobre o teclado). Como diferentes jogos necessários diferentes funções Button, os entalhes foram cobertos com uma fina peça impressa de plástico, que identificou as funções dos botões nesse jogo. O problema com este projeto é que pressionando nos botões esticado o plástico impresso, resultando no alongamento material fino e, eventualmente, rasgando. Ter unhas compridas agravou a condição. Muitos dos jogos iniciais foram programados para dar feedback do KeyPress quando a chave foi lançada em vez de quando a chave foi pressionada. Como resultado, os usuários podem pressionar o teclado mais difícil porque eles não estão sendo fornecidos com qualquer feedback que a chave foi pressionada. Isso resultou de um teclado usado para prototipagem ser diferente do teclado de produção; o teclado protótipo tinha feedback tátil sobre a tecla pressionando que as unidades de produção faltava.